# Thomas Johanson
Thomas Mark Mikael Johanson surnommé Tomppe ou Tomppa né le 3 juin 1969 à Helsinki en Uusimaa en Finlande, est un navigateur finlandais. 

## Palmarès

### Jeux olympiques
- 8e en Laser en 1996.
- Médaille d'or en 49er en 2000.
- 8e en 49er en 2004.